# Grote Kerk (Marken)
De Hervormde kerk op het Nederlandse eiland Marken is een rijksmonumentale driebeukige pseudobasiliek.  De kerk  is op 1 juli 1983 ingeschreven in het monumentenregister. De kerk is tussen 1903 en 1904 naar ontwerp van A. H. L. Kups gebouwd. Het ontwerp zelf stamt echter uit 1896. De huidige kerk is een vervanger van een Waterstaatskerk.

## Exterieur
De kerktoren bestaat uit drie geledingen, de toren is eveneens de ingang naar het schip. In de toren hangt een in 1647 door Joannes van Trier gegoten klok. De klok heeft een diameter van 808 mm. Het uurwerk, uit 1907, is mechanisch en is van de hand van J. L. de Looze. De torenspits is ingesnoerd, deze begint als vierkante toren en na de knik gaat deze over in achtkantig.
Het schip vertoont stijlelementen uit de neorenaissance, maar ook uit de neogotiek door deze combinatie is de kerk in een zogenaamde eclectische stijl gebouwd. De gevels zijn voorzien van steunberen en rondboogvensters. Ter versiering zijn tandfriezen onder de geprofileerde kroonlijsten aangebracht.

## Interieur
Het plafond is in de vorm van een tongewelf rustend op vier gietijzeren zuilen. De zuilen zijn gemaakt door ijzergieterij G. J. Wispelwey & Co.. Daar waar het schip een tongewelf heeft, hebben de zijbeuken juist vlakke plafonds. De zijbeuken zijn van het schip gescheiden door rondbogen.
In het schip hangen aan het plafond drie kroonluchters uit de 17e eeuw en vijf scheepsmodellen.  Het gaat om de volgende scheepstypen: 
- twee haringbuizen uit 1600 en 1890, een van de twee heet d’Kaars
- een stoomlogger uit de Tweede Wereldoorlog
- een botter uit 1957
- een ansjovisvlet uit 1959

Het orgel is niet het origineel, het is in 1972 gebouwd door de firma Gebroeders Van Vulpen. Het front van het orgel is uit 1912, dat werd door A. Standaart gebouwd voor het vorige orgel. Terwijl het vorige orgel zich boven het kansel bevond, staat het huidige orgel tegen de oostelijke wand. Het kansel staat tezamen met de dooptuin en de aandachtswand tegen de westelijke muur, tegen de toren aan.

## Rijksmonument
Onder de bescherming van de rijksmonumentstatus vallen de volgende objecten:
- Zeskantige preekstoel uit de 17e eeuw
- lezenaar uit de 17e eeuw
- kroonluchters uit de 17e eeuw
- een koperen dubbelblaker uit de 17e eeuw
- koperen doopboog uit de 18e eeuw